# ボジュリシュテ
ボジュリシュテ（ブルガリア語: Божурище, Bozhurishte, [boˈʒuriʃtɛ]）は、ブルガリア西部のソフィア州にある町。同名のボジュリシュテ市の行政上の中心地である。首都のソフィアやコスティンブロトに近く、旧ソフィア空港（現在は軍事基地）がある。
町名は植物のボタン (bojur) に由来すると考えられ、1750年の記録に初めて地名がみられる。
軍需企業のTEREMが拠点を置くほか、大規模なロジスティクスセンターとしてロジスティクス・パーク・ボジュリシュテがあり、市の経済の一翼を担っている。

## ギャラリー

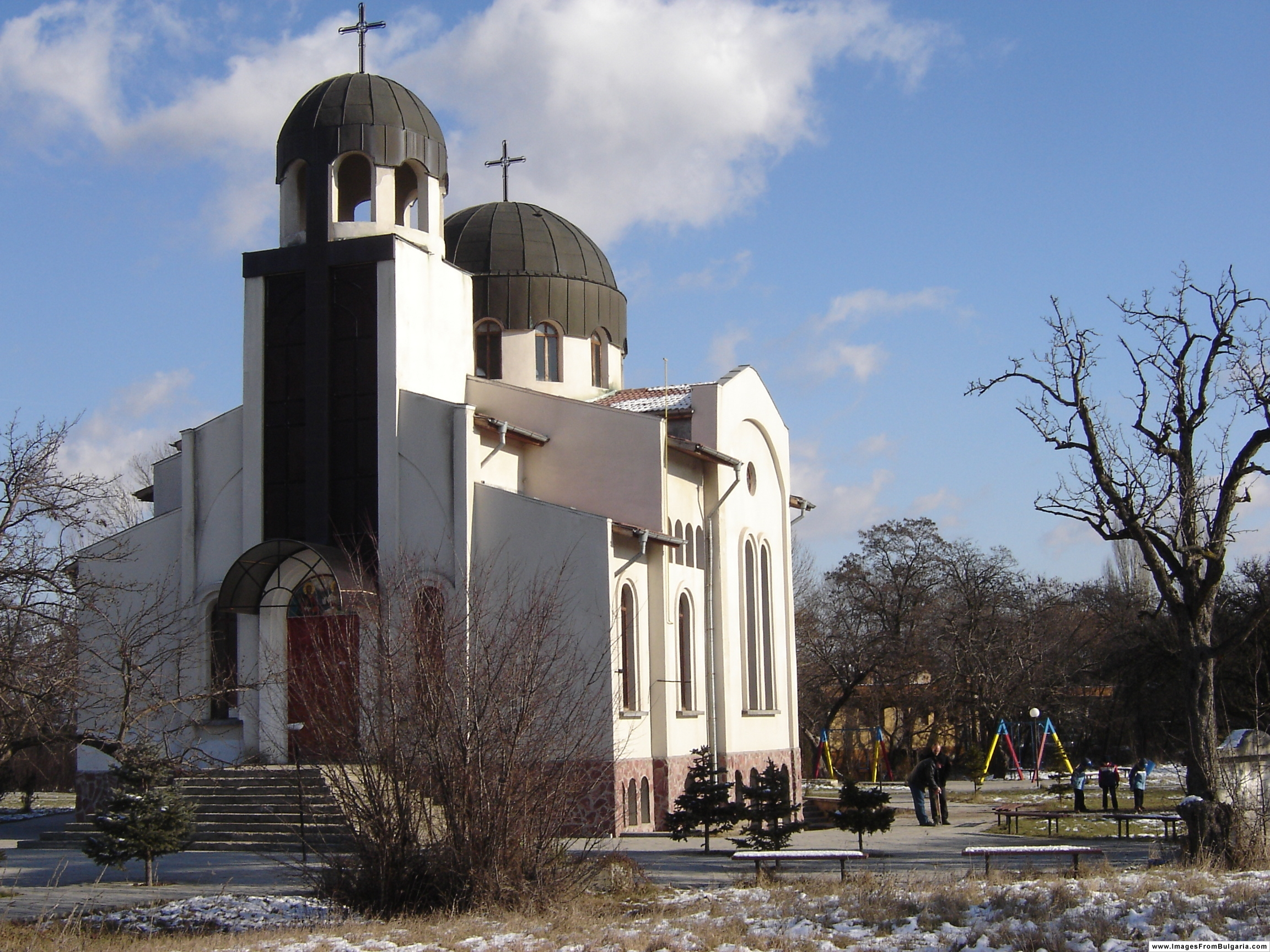
町内の教会
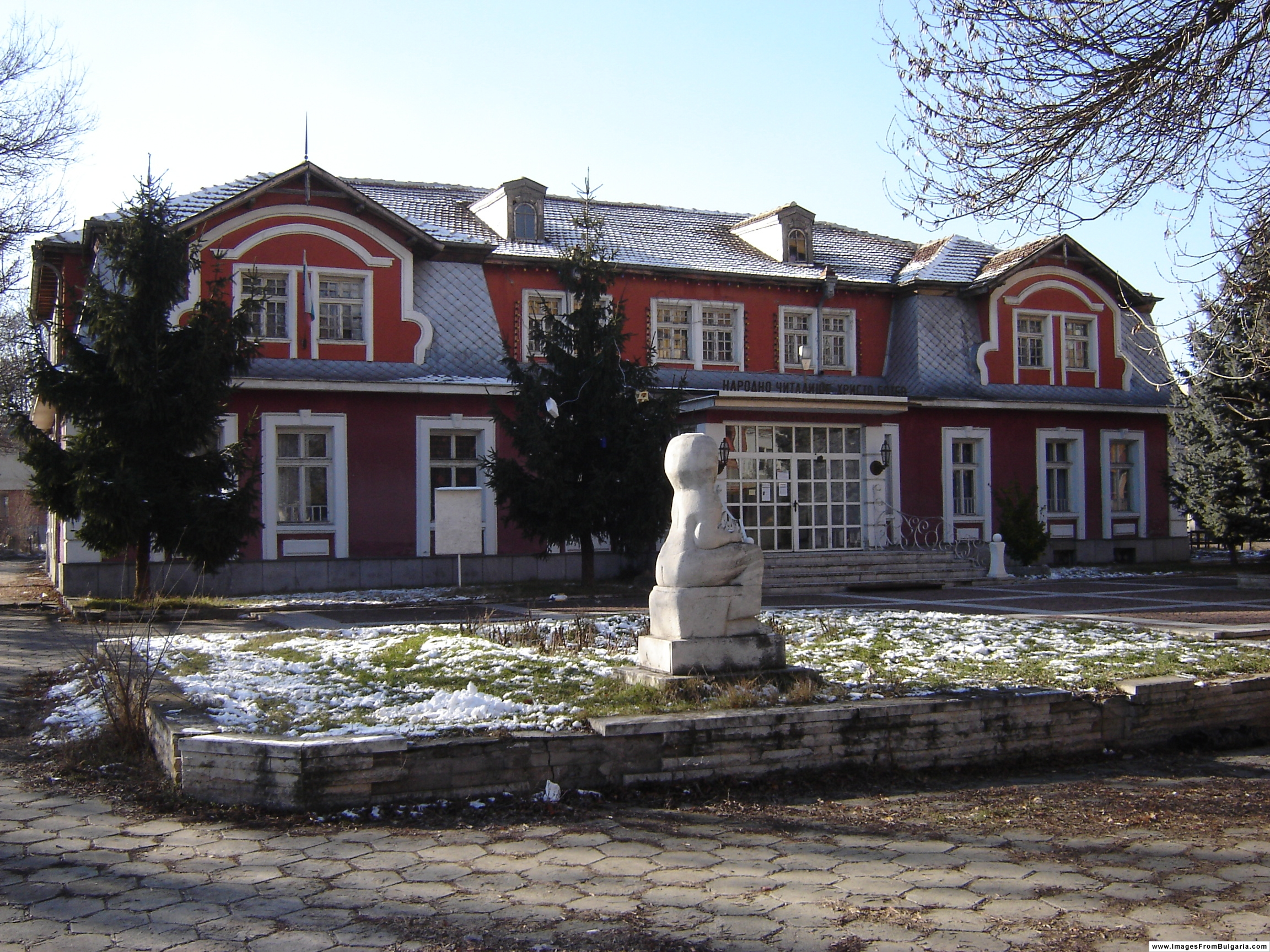
チタリシュテ（文化センター）
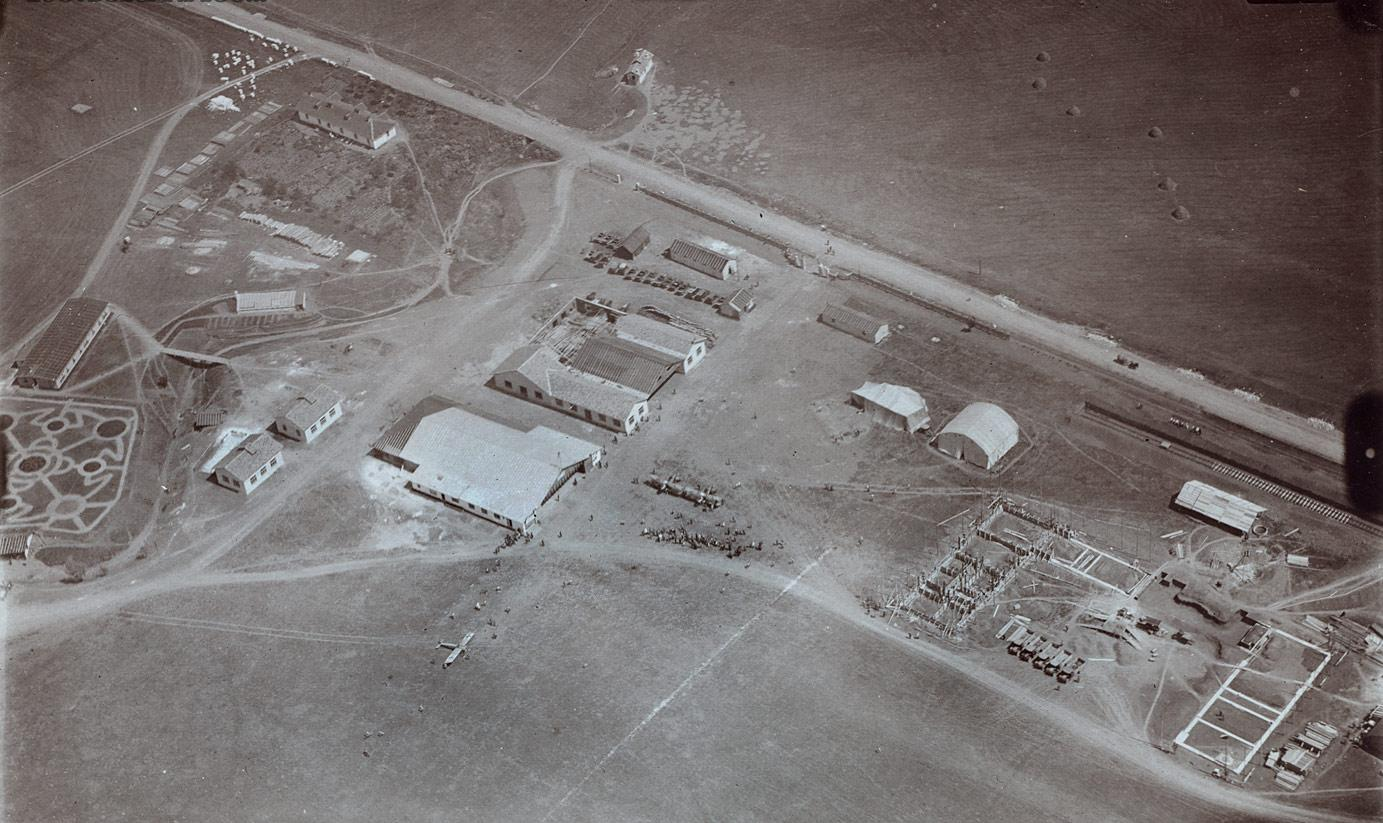
1917年のボジュリシュテ飛行場